# Американский белогорлый козодой
Американский белогорлый козодой (лат. Phalaenoptilus nuttallii) — ночная птица из семейства настоящих козодоев, обитающая в Северной Америке. Видовое название дано в честь английского зоолога Томаса Наттолла (1786—1859).
Распространён в западной части материка от Британской Колумбии и южной-восточной части Альберты к югу до центральной Мексики. Местообитания — засушливые открытые пространства, покрытые травой либо кустарником: прерии, кустарниковые заросли, вырубки, а также каменистые пустыни со скудной растительностью. Ночью его часто можно встретить вдоль обочин проезжих дорог, где он любит охотиться.
Частично перелётный вид, склонность к миграции возрастает с увеличением широты. В холодное время года часть птиц откочёвывают к югу в центральные и западные районы Мексики, при этом оставаясь в пределах гнездового ареала, другая часть остаётся на местах либо перемещается на незначительное расстояние. Уникальная среди птиц черта американского белогорлого козодоя — способность впадать в оцепенение, состояние, близкое к спячке, в случае недостатка пищи, которое может продолжаться недели и даже месяцы. В этом состоянии птица обычно прячется в грудах камней, где ее невозможно заметить даже с близкого расстояния. Такая особенность поведения отмечена в пустынных регионах на юге США — в Калифорнии и Нью-Мексико.

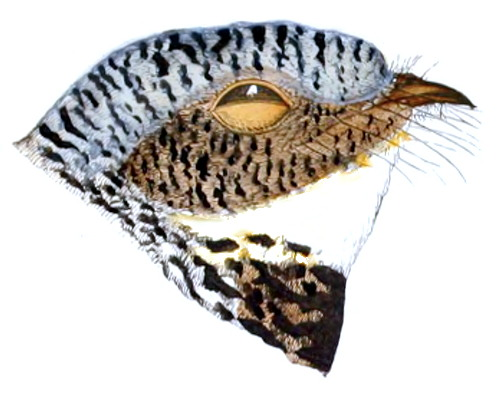
Голова крупным планом

Это самый мелкий представитель козодоев Северной Америки: длина взрослой птицы составляет 19—21 см, размах крыльев около 30 см, масса 36—55 г. У обоих полов оперение охристое с густым крапчатым рисунком из серых и чёрных пятен. На шее имеется беловатый ошейник перьев, разделяющий черноватое горло от пёстрой головы. Крылья и хвост с закруглёнными краями, кроющие хвоста с белыми пятнами, более ярко выраженными у самцов. По характеру полёта напоминает исполинского мотылька. Крик двусложный, иногда его передают словами «пуу-уилк».
Кормится насекомыми, которых преследует в воздухе. Его обычную добычу составляют ночные бабочки, жуки, сверчки и кузнечики. Иногда собирает насекомых с поверхности земли. Подобно совам, отрыгивает катышки неперевариваемых остатков пищи, называемые погадками.
Размножается с марта по август в южной части ареала, с конца мая по сентябрь на севере. Обычно одна кладка за сезон, хотя самка может отложить повторно на расстоянии до 100 м от первоначального гнезда, пока самец выкармливает первый выводок. Гнездо — неглубокая ямка в земле, часто у подножия холма под прикрытием куста или пучка высокой травы. В кладке обычно 2 яйца белого, кремового либо розоватого цвета, иногда с тёмными крапинами. Насиживают оба члена пары в течение 20—21 дней. Потревоженные в это время птицы широко открывают рот и шипят, имитируя звуки змеи. Птенцы полувыводкого типа, при вылуплении покрыты пухом, становятся лётными в возрасте 20—23 дней.

## Подвиды
Выделяют 6 подвидов:
- P. n. nutalli — гнездится на большей части ареала.
- P. n. californicus — по сравнению с номинативным более тёмный подвид, с преобладанием буроватых тонов. Распространён в западной Калифорнии.
- P. n. hueyi — по сравнению с номинативным более бледный подвид. Населяет южную Калифорнию.
- P. n. dickeyi — мельче, чем californicus, и имеет по меньшую пятнистость. Гнездится в Нижней Калифорнии.
- P. n. adustus — по сравнению с номинативным более бледный подвид, с буроватыми оттенками. Распространён от южных районов Аризоны на юг до центральных районов Соноры.
- P. n. centralis — распространен в центральных районах Мексики.